# Elinor Lüdde
Elinor Lüdde (* 1983 in Weimar) wurde als Schauspielerin im deutschen Spielfilm Meer is nich bekannt.
Elinor Lüdde sammelte während ihrer Schulzeit erste Schauspielerfahrungen als Komparsin am Deutschen Nationaltheater in Weimar. Daneben spielte sie am D.A.S. Jugendtheater, ab 1998 folgten Rollen in Kurzfilmen. Ihre bisher einzige Hauptrolle in einem abendfüllenden Spielfilm hatte sie 2007 als Lena im Film Meer is nich. Für ihre Darstellung eines 17-jährigen Mädchens wurde Lüdde mit einem Nachwuchspreis des Bayerischen Filmpreises 2007 ausgezeichnet.
Lüdde erlernte seit ihrer Kindheit Harfe, Schlagzeug und Gitarre. Sie ist Schlagzeugerin der Punkband sleazy inc. operated und der Screamoband Mio. Sie studiert Anglistik, Kulturwissenschaft und Vergleichende Literaturwissenschaften in Leipzig.

## Filmografie
- 1999: Long Division (Kurzfilm)
- 2004: Djen prischjol (Kurzfilm)
- 2007: Meer is nich